# Арнольд II фон Від
Арнольд II фон Від (нім. Arnold II. von Wied; бл. 1098 — 14 травня 1156) — церковний і державний діяч Священної Римської імперії, 26-й архієпископ Кельна у 1151—1156 роках.

## Життєпис
Походив зі середньорейнського шляхетського роду Від з Енгерсгау. Другий син графа Метфріда фон Віда. Народився близько 1098 року. Замолоду призначений для церковної кар'єри. Навчався в школі при Льєзькому соборі. Тут затоваришував з ченцем Вібальдом з монастиря Ставло.
1122 року стає пробстом собору Св. Георга в місті Лімбург-ан-дер-Лан. 1127 року призначається пробстом Старого Кельнського собору. Увійшов до наближених кельнських архієпископів Фрідріха I фон Шварценбурга та Бруно II фон Берга. У 1128—1130 роках супроводжував короля Конрада III в поході до Італії.
1138 року стає пробстом базиліки святого Серватія в Маастрихті. Того ж року призначається архіканцлером Німеччини. Займався переважно справами Лотарингії, а згодом Італії. Здійснив подорожі до міст Північної Італії, а потім до Риму.
У 1147—1149 роках був учасником Другого хрестового походу. 1148 року брав участь в облозі Дамаску. Слідом за цим разом з Конрадом III, королем Німеччини, рушив до Константинополя, а звідти повернувся до Кельна.
Незабаром він зайняв провідну роль серед критиків архієпископа Арнольда I, якого 1149 року папа римський Євген III позбавив можливості отримувати доходи з посади. Водночас фон Від відійшов від придворної служби, що негативно прийняв Конрад III.
1151 року після смерті Арнольда I обирається новим архієпископом Кельнським. Втім Арнольд II фон Від бажав отримати підтримку від короля Німеччини та Папського престолу. Призначається архіканцлером Італії. Продовжив збирання бібліотеки.
1152 року отримав затвердження на посаді з боку папи римського Євгена III. Того ж року брав участь у виборах нового короля Німеччини, які проходили у Франкфурті-на-Майні. Підтримав Фрідріха Барбороссу, якого невдовзі коронував в Аахені. Слідом за цим запропонував королю Фрідріху I рушити до Риму задля коронації імператором. Але проти цього виступили світські князі. Водночас багато зробив для зміцнення влади архієпископа, розпочавши протистояння з родами Берг і Арнсберг. Йому вдалося захопити й зруйнувати замок Зайн.
1153 року став підписантом Констанцького договору між королем Фрідріхом I й папою римським Євгеном III. 1154 року долучився до походу Фрідріха I, що рушив до Риму. 1155 року Арнольд II фон Від прибув до Папського двору для підготовки коронації імператором Фрідріха I, яка відбулася того ж року. Архієпископ Кельна усіляко намагався вирішити суперечності між імператором і папою римським Адріаном IV.
Продовжив захист прав архієпископа у своїй єпархії. Водночас сприяв поширенню зігбурзької монастирської реформи (своєрідний аналог клюнійської реформи). Заснував бенедиктинський жіночий монастир в Шварцрайндорфі поблизу Бонна, де абатисою стала його сестра Гедвіга. Помер 1156 року в Ксантенні внаслідок падіння з коня. Поховано в церкві Св. Марії і Климента монастиря Шварцрайндорф. Новим архієпископом став Фрідріх фон Берг.